# 中派
道教内丹学中派始于元代，由李道纯开创。原本无宗派名，因其丹法以“守中”为要，有别于南北丹派，故名。该派在丹法上特点是：糅合道释儒思想，将丹法理论集中于一个“中”字上。《性命圭旨》把守中看作守“性命之根”，这个中又叫“真中”。守中要在歸根復命，李道纯：“煉丹者，全天奪天地造化……返本還原，歸根復命，功圓神備，凡脫為仙，謂之丹成也。” 中派的主要著作有：李道纯的《中和集》、《三天易髓》；尹真人弟子的《性命圭旨》；黄元吉的《乐育堂语录》、《道门语要》等。

## 参看
- 南宗
- 北宗
- 东派
- 西派